# بيتر بست
بيتر بست (بالإنجليزية: Peter Best)‏ هو ملحن أسترالي، ولد في 18 أكتوبر 1943 في أديلايد في أستراليا.

## وصلات خارجية
- بيتر بست على موقع IMDb (الإنجليزية)
- بيتر بست على موقع ألو سيني (الفرنسية)
- بيتر بست على موقع ميوزك برينز (الإنجليزية)
- بيتر بست على موقع أول موفي (الإنجليزية)
- بيتر بست على موقع قاعدة بيانات الأفلام السويدية (السويدية)
- بيتر بست على موقع ديسكوغز (الإنجليزية)
- بيتر بست على موقع قاعدة بيانات الفيلم (الإنجليزية)
- بيتر بست على موقع كينوبويسك (الروسية)